# Maria Rosa

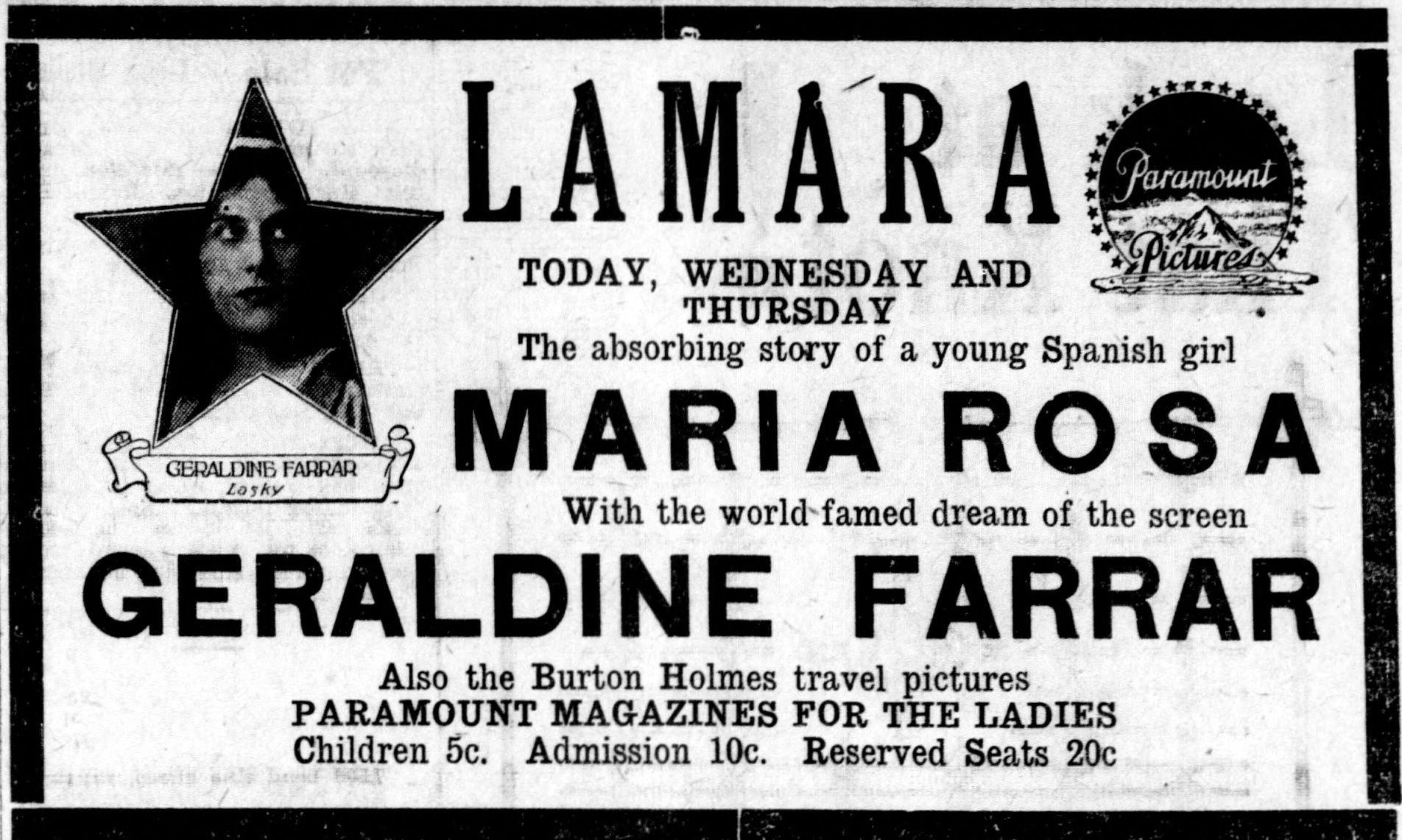
Encart publicitaire pour le film.

Maria Rosa est un film américain réalisé par Cecil B. DeMille et sorti en 1916.

## Fiche technique
- Titre : Maria Rosa
- Réalisation : Cecil B. DeMille
- Scénario : William C. de Mille
- D'après la pièce de Wallace Gilpatrick, Àngel Guimerà et Guido Marburg
- Production : Cecil B. DeMille
- Photographie : Alvin Wyckoff
- Montage : Cecil B. DeMille
- Pays de production :  États-Unis
- Couleur : noir et blanc
- Son : muet
- Durée : 50 minutes
- Date de sortie : 
  - États-Unis : 7 mai 1916

## Distribution
- Geraldine Farrar : Maria Rosa
- Wallace Reid : Andreas
- Pedro de Cordoba : Ramon
- James Neill : Le Prêtre
- Ernest Joy : Carlos
- Horace B. Carpenter : Pedro
- Anita King : Ana, la femme de Carlos